# Hamadi Al Ghaddioui
Hamadi Al Ghaddioui (* 22. September 1990 in Bonn) ist ein marokkanisch-deutscher Fußballspieler.

## Karriere

### Verein
Al Ghaddioui spielte im Jugendbereich zunächst für den TB 1906 Witterschlick und die Sportfreunde Brüser Berg. Im Juli 2011 wechselte er zur zweiten Mannschaft von Bayer 04 Leverkusen, die damals in der Regionalliga West spielte. Dort hatte er seine ersten Einsätze im Erwachsenenfußball. Über Stationen beim SC Verl und der zweiten Mannschaft von Borussia Dortmund wechselte er im Juli 2017 zu den Sportfreunden Lotte in die dritte Liga. Dort hatte er am 22. Juli 2017 im Heimspiel gegen Hansa Rostock seinen ersten Einsatz im Profifußball.
In der Winterpause 2017/18 wechselte er für rund 30.000 Euro in die 2. Bundesliga zum SSV Jahn Regensburg. Sein Zweitligadebüt gab er am 23. Januar 2018 gegen den 1. FC Nürnberg. Im Juni 2019 verpflichtete der VfB Stuttgart den Mittelstürmer. Nach dem direkten Wiederaufstieg des Vereins in die Bundesliga gab er am ersten Spieltag der Saison 2020/21 am 19. September 2020 gegen den SC Freiburg sein Bundesligadebüt. Im Januar 2022 wechselte er zum zypriotischen Erstligisten Paphos FC und absolvierte dort 22 Ligaspiele, in denen er vier Mal traf.
Ende Januar 2023 kehrte Al Ghaddioui nach Deutschland zurück und wechselte zum Zweitligisten SV Sandhausen. Nach dem Abstieg seiner Mannschaft wechselte er im Sommer 2023 innerhalb der Liga zur zweiten Mannschaft des SC Freiburg. Doch nach nur einer Spielzeit schloss der Stürmer sich dem Regionalligisten KFC Uerdingen 05 an. Im Sommer 2025 wechselte er zum SC Fortuna Köln.

### Nationalmannschaft
Al Ghaddioui wurde 2016 in die marokkanische A-Nationalmannschaft berufen, jedoch kurz danach wieder aus dem Kader gestrichen.

## Erfolge
- Aufstieg in die Bundesliga: 2020